# Pomerània Sueca
Pomerània Sueca va ser un domini sota el control de la corona sueca, entre 1630 i 1815, situat a l'actual costa bàltica d'Alemanya. Arran de la Segona Guerra Polonesa-Sueca i la Guerra dels Trenta Anys, Suècia havia estès el seu control sobre les terres de la costa sud del Bàltic, incloent Pomerània i parts de Silèsia i Prússia.
Suècia, present a Pomerània, amb una guarnició a Stralsund des de 1628, havent obtingut el control efectiu del Ducat de Pomerània amb el Tractat de Stettin el 1630. A la Pau de Westfàlia el 1648 i el Tractat de Stettin del 1653, Suècia va rebre la Pomerània Occidental (Vorpommern) amb les illes de Rügen, Usedom, i Wolin, i una franja de la Pomerània Oriental (Hinterpommern). Suècia mantingué parts d'Alemanya com a feudatària del Sacre Imperi Romanogermànic en qualitat de Reichsfürsten (Prínceps Imperials)
El 1679, Suècia perdé una part de les seves possessions a Pomerània a l'est del riu Oder, en el Tractat de Saint-Germain-en-Laye, i a l'est de les ribes del Peenestrom amb el Tractat d'Estocolm. Aquest territoris foren cedits a Brandenburg-Prússia i es van integrar a la Pomerània Brandenburgesa. El 1720, Suècia va recuperar la resta dels seus dominis en el Tractat de Frederiksborg, que s'havien perdut a Dinamarca el 1715. El 1814, com a resultat de les Guerres Napoleòniques la Pomerània Sueca fou cedida a Dinamarca, a canvi de Noruega en el Tractat de Kiel, i el 1815, com a resultat del Congrés de Viena, transferida a Prússia.

## Geografia
Les ciutats més grans en la Pomerània sueca van ser Stralsund, Greifswald i, fins a 1720, Stettin (actual Szczecin). Rügen avui és l'illa més gran d'Alemanya.

## Adquisició durant la Guerra dels Trenta Anys
{{article principal|Pau de Westfàlia}

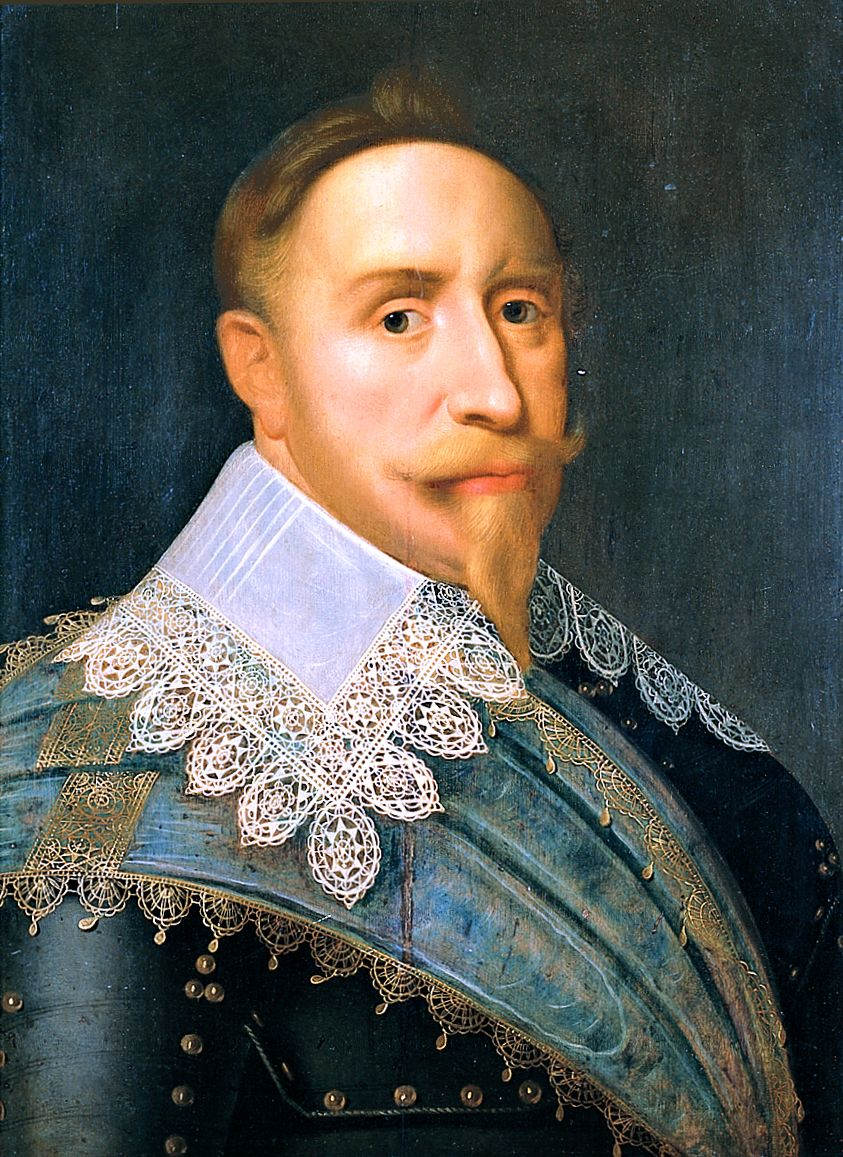
Gustau II Adolf

Pomerània es va involucrar a la Guerra dels Trenta Anys durant la dècada de 1620, quan estant la ciutat de Stralsund sota el setge de les tropes imperials, el seu governant Bogislaw XIV,  Duc de Stettin, va firmar un tractat amb el rei Gustatu Adolf de Suècia el juny de 1628. El 10 de juliol de 1630, el tractat va ser ampliat a un pacte "etern" en el Tractat de Stettin (1630).
A finals d'aquell any, els suecs havien completat l'ocupació militar de Pomerània. Després d'aquest punt Gustau Adolf fou el governant efectiu del país, i tot i que els drets de successió de Pomerània, de Jordi Guillem, príncep elector de Brandenburg foren reconeguts pel Tractat de Grimnitz, el rei de Suècia exigí que el Marcgraviat de Brandenburg trenqués amb l'emperador Ferran II. El 1634 els Estats de Pomerània assignaren a un directori de vuit membres el govern interí, que es va perllongar fins que Brandenburg va ordenar a la dissolució del Directori, el 1638, al·legant el dret d'investidura imperial.
Com a conseqüència Pomerània va caure en un estat d'anarquia, el que va obligar els suecs a actuar. Des de 1641 l'administració fou exercida per un consell ("Concilium status") a Stettin (Szczecin), fins que la pau de Westfàlia de 1648 va establir els drets a favor de Suècia. En les negociacions de pau a Osnabrück, Brandenburg-Prússia va rebre la Pomerània Central (Hinterpommern), la part de l'antic Ducat de Pomerània a l'est de l'Oder, excepte Stettin. Una franja de terra a l'est del riu Oder, que contenia els districtes de Damm i Gollnow, i l'illa de Wolin, i la Pomerània Occidental (Vorpommern) amb les illes de Rügen i Usedom, va ser cedida als suecs com a feu de l'emperador Ferran III. Pel Tractat de Stettin de 1653 es va establir la frontera amb Brandenburg, de forma favorable a Suècia. La frontera amb Mecklenburg, s'establí al llarg del Trebel i Recknitz, conforme un acord de 1591.

## Constitució i administració
La noblesa de Pomerània estava fermament establerta, i gaudia d'extensos privilegis, en comparació amb l'altre extrem de l'espectre, que estava ocupat per un nombrós col·lectiu de serfs. Fins i tot a finals del segle xviii, els serf representaven dues terceres parts de la població del camp. Les hisendes propietat de la noblesa van ser dividides en districtes i els dominis reals, que cobrien aproximadament una quarta part del país, es van dividir enamts.
La quarta part de les finques senyorials (Rittergut) a la Pomerània sueca eren posseïdes pels nobles suecs. Les hisendes ducals (Doman), inicialment es van distribuir entre els nobles suecs (dos terços) i els funcionaris, passant el 1654 a ser administrades per la reina Cristina de Suècia. Nobles suecs i pomeranis es casaren entre ells al llard del segle xviii, essent impossible diferenciar-los ètnicament en períodes posteriors.
La posició de Pomerània al Regne de Suècia es basà en les negociacions entre els Estats de Pomerània i el  Govern de Suècia. Les converses van donar pocs resultats fins a la promulgació de l'Instrument de Govern el 17 de juliol de 1663, i fins als 1664 no reconegueren el monarca suec com a propi
El Reial Govern de Pomerània (die königliche Landesregierung) estava compost pel: Governador General, que sempre va tenir un Conseller Privat Suec, com a president i Cinc Consellers del Govern Reia, entre ells el president del Tribunal d'Apel·lació, el Canceller i Capità del Castell de Setettin, a més de l'inspector dels Reials Amts.
Quan les circumstàncies ho exigien, els estaments, la noblesa, els burgs, i - fins a la dècada de 1690 - el clergat podien ser convocats per a formar un parlament local anomenat ""Landtag. També acudien els cinc Consellers del Landtag, proposats pels estaments i nomenats pel Reial Govern de Pomerània. Aquests consellers formaven el Consell de la Terra, que feia de mitjancer amb el govern i vetllava el compliment de la constitució.
Els Estats, que havia exercit una gran autoritat sota els ducs de Pomerània, van ser incapaços d'exercir una influència significativa a Suècia, tot i que la Constitució de 1663, els havia proveït de dret a veto en les mesures en que Pomerània es veiés afectada. Els seus drets de petició no es limitaren però, i pels privilegis de Frederic I de Suècia del 1720 també tingueren dret explícit a participar en la legislació i la fiscalitat.
Les ciutats de Stralsund, Stettin, Greifswald i Anklam van gaudir d'una jurisdicció autònoma.

## Sistema legal
El sistema legal a Pomerània va restar en un gran estat de confusió, degut a la manca d'una legislació coherent, fins i tot, d'una col·lecció bàsica de lleis, en el seu lloc existí un recull de principis legals. Les regulacions sueques introduïren l'estat de dret en el sistema judicial. A partir de 1655, els casos dels tribunals de primera instància podrien ser objecte de recurs davant el tribunal d'apel·lació a Greifswald (situat a Wolgast entre 1665-80)

## La Segona Guerra del Nord i la Guerra d'Escània
Des de 1657 fins a 1659 durant la Segona Guerra del Nord, les tropes de Polònia, Àustria i Brandenburg van assolar el país. El territori fou ocupat per Dinamarca i Brandenburg des de 1675-1679, durant la Guerra d'Escània, en la qual Dinamarca reclamava Rügen i Brandenburg la resta de Pomerània Ambdues campanyes van ser en va, ja que la Pomerània sueca fou restaurada a Suècia en el Tractat de Saint-Germain-en-Laye el 1679, a excepció de Gollnow i la franja de terra a l'est de l'Oder, que restà en mans de Brandenburg com un garantia del pagament de les reparacions de guerra, fins que varen ser pagades el 1693.
A causa del fet que Pomerània havia estat durament colpejada per la Guerra dels Trenta Anys, i la seva recuperació fou difícil en els anys següents, el govern suec en els decrets 1669 i 1689(Freiheitspatente) alliberar del pagament dels impostos per aquells que construïssin o reconstruïssin una casa. Aquests decrets estaren en vigor, encara que sovint modificats, fins a 1824.

## Canvis territorials durant la Gran Guerra del Nord
Els primers anys de la Gran Guerra del Nord no afectaren Pomerània. Fins i tot quan tropes daneses, russes, i poloneses havien creuat la frontera el 1714, el Regne de Prússia va aparèixer per primera vegada com a mediador, abans d'esdevenir un agressor. El rei Carles XII de Suècia a la Batalla de Stralsund va dirigir la defensa de Pomerània durant un any, entre el novembre de 1714 i el desembre de 1715, abans de fugir a Lund. Els danesos van prendre de Rügen i la Pomerània Occidental al nord del Peen (formant el Principat de Rügen que més tard seria conegut comNeuvorpommern), mentre que les àrees al sud del Penn de Pomerània Occidental (més tard anomenades Altvorpommern) van ser preses per Prússia.
La Pomerània danesa des de l'abril de 1716 fou governada per una comissió governamental a Stralsund, format per cinc membres. Al contrari que l'administració sueca, la comissió exercia el poder executiu i judicial. Dinamarca aplicà un model basat en les experiències de l'ocupació de Bremen-Verden (1712-1715), la instauració de la cancelleria danesa i l'absolutisme implantat durant el regnat de Frederic IV de Dinamarca. La comissió estava constituïda pel landdrost von Platen, després per von Kötzschau, pels concellers Heinrich Bernhard von Kampferbeck, J. B. Hohenmühle i Peter von Thienen, i pel secretari de la cancelleria August J. von John. El 1720, von Kampferbeck morí i fou reemplaçat per Andreas Boye.
Pel Tractat de Frederiksborg, 3 de juny de 1720, Dinamarca fou obligada a retornar el control dels territoris ocupats a Suècia, però en el Tractat d'Estocolm, el 21 de gener del mateix any, a Prússia se li permeté conservar les seves conquestes, incloent Stettin. Per aquest motiu, Suècia cedí la part est de l'Oder, que va ser conquerida el 1648, a Prússia, així com cedí la part de Pomerània Occidental al sud del riu Peen i les illes Wolin i Usedom a Brandenburg-Prússia
Dinamarca retornà els seus territoris a Pomerània a l'administració sueca el 17 de gener de 1721. Els arxius administratius del període d'ocupació danès foren transportats a Copenhaguen i estan disponibles a l'Arxiu Nacional Danès (rigsarkivet).

## La Guerra dels Set Anys
Suècia va emprendre una dèbil campanya per recuperar els territoris perduts en les campanyes de Pomerània de la Guerra dels Set Anys (1757-1762, "Guerra de Pomerània") que fracassà. Les tropes sueques lluitaren coordinades amb els seus aliats francesos i russos, i el que havia començat com una invasió sueca de la Pomerània prussiana aviat va conduir a l'ocupació, per part de Prússia, de la major part de la Pomerània sueca i l'amenaça sobre Stralsund. Quan Rússia va signar la pau amb Prússia el 1762, Suècia també es va retirar de la guerra retornant l'stato quo d'abans de la guerra. Els suecs estaven decebuts del seu paper a la guerra, ja que minava el seu prestigi internacional.

## La integració a darrera hora
Per la proclama reial del 26 de juny amb 1806, la Constitució de Pomerània fou declarada suspesa i abolida. Els Instruments de Govern, l'Acta d'Unió i Seguretat de 1789, i la Llei de 1734 foren declarats prioritaris i s'havien d'implementar l'1 de setembre de 1808. El motiu per perpetrar aquest cop d'estat, sancionat per la monarquia, fou que els estaments, tot i la prohibició del rei, havien acudit als tribunals d'apel·lació per recórrer els estatus reials, específicament l'estatut del 30 d'abril de 1806 que tractava del reclutament d'un exèrcit pomerani. En la nova ordre, el rei Gustau IV Adolf de Suècia va tractar d'introduir un govern dividit en departaments. S'introduí el dret canònic suec. El país es va dividir en quatre districtes provincials (Harad) i districtes congregacionals (Socker) ajustant-se al model suec de l'administració. Els Estats de Pomerània només podrien tractar qüestions relatives a Pomerània i Rügen. El nou Landtag s'estructura segons el model suec dels Riksdag i una sessió d'acord amb la nova reglamentació es va dur a terme l'agost de 1806, on es va declarar la seva lleialtat al rei i el va saludar com el seu governant. Arran d'aquesta revolució, una sèrie de reformes socials foren implantades i planificades, la més important va ser l'abolició de la servitud per un estatut real el 4 de juliol de 1806.
També el 1806, Gustau IV Adolf de Suècia inicià la construcció d'una altra important ciutat portuària a Pomerània, Gustavia. No obstant això, el 1807 forces franceses ocuparen la plaça.

## Pèrdua durant les Guerres Napoleòniques
L'entrada a la Tercera Coalició el 1805, en que Suècia va lluitar sense èxit la seva Primera Guerra contra Napoleó, que va comportar l'ocupació de la Pomerània sueca per les tropes franceses des de 1807 fins a 1810. Després que Napoleó envaís Rússia en 1812 i després de llargues negociacions, els britànics, russos i suecs van signar els tractats d'Örebro el 18 de juliol, que posaven final a les guerres anglorussa i la guerra anglosueca.
El 1812, quan les tropes franceses van marxar una vegada més sobre Pomerània, l'Exèrcit suec es mobilitzà i guanya Napoleó a la batalla de Leipzig el 1813, juntament amb les tropes de Rússia, Prússia i Àustria. Suècia també va atacar Dinamarca i, en el Tractat de Kiel el 14 de gener de 1814, Suècia va cedir Pomerània a Dinamarca, a canvi de Noruega. El destí de la Pomerània sueca i es va liquidar durant el Congrés de Viena a través dels tractats entre Prússia i Dinamarca, el 4 de juny, i amb Suècia, el 7 de juny de 1815. En aquesta maniobra Prússia va obtenir la Pomerània sueca, a canvi de Saxònia-Lauenburg, que va ser cedit per Prússia a Dinamarca. Dinamarca també va rebre 2.600.000 tàlers de Prússia. 3.500.000 ducats van ser atorgats a Suècia com a danys de guerra. La "Pomerània sueca" es va incorporar a Prússia com "Nova Pomerània Superior" (Neuvorpommern) formant part de la Província de Pomerània.

## Població
La població de la Pomerània Sueca era de 82.827 persones el 1764, (58.682 rurals i 24.145 urbans, els 40% de la població rural eren serfs); 89.000 el 1766, 113.000 el 1802, amb un quart vivint a l'illa de Rügen, i que arribà a 118.112 el 1805 (79.087 rurals i 39.025 urbans. 46.190 habitants del medi rural eren serfs).

## Llista de Governadors Generals[17]
- Sten Svantesson Bielke (1633–1638)
- Johan Banér (1638–1641)
- Lennart Torstenson (1641–1648)
- Carl Gustaf Wrangel (1648–1652)
- Axel Lillie (1652–1654)
- Arvid Wittenberg (1655–1656)
- Carl Gustav Wrangel (1656–1676)
- Otto Wilhelm Königsmarck (1679–1687)
- Nils Bielke (1687–1698)
- Jürgen Mellin (1698–1711)
- Mauritz Vellingk (1711–1713)
- Johan August Meijerfeldt the elder (1713–1747)
- Axel von Löwen (1748–1767)
- Hans Henrik von Liewen the younger (1767–1772)
- Fredrik Carl Sinclair (1772–1776)
- Fredrik Vilhelm von Hessenstein (1776–1791)
- Eric Ruuth (1792–1795)
- Filip Julius Bernhard von Platen (1796–1800)
- Hans Henric von Essen (1800–1812)
- Johan August Sandels (1812–1815)
- Wilhelm Malte zu Putbus (1815)

### Governadors generals danesos (1715–1721)
- Franz Joachim von Dewitz (1715–1719)[18]
- Jobst von Scholten (1719–1721)[13]

### Governador generals francesos (1807–1813)
- Guillaume Marie-Anne Brune (August 1807)[17]
- Gabriel Jean Joseph Molitor (October 1807)[17]
- Jacques Lazare de Savattier de Candras (November 1807–March 1808)[17]
- Joseph Morand (1812–1813)[17]